# Silvia Valsecchi
Silvia Valsecchi (Lecco, 19 juli 1982) is een Italiaans voormalig wegwielrenster en baanwielrenster. Ze was in 2006 en 2015 Italiaans kampioene tijdrijden. In 2016 en 2017 werd ze op de baan Europees kampioene in de ploegenachtervolging. In die discipline won ze brons tijdens de Wereldkampioenschappen baanwielrennen 2018.

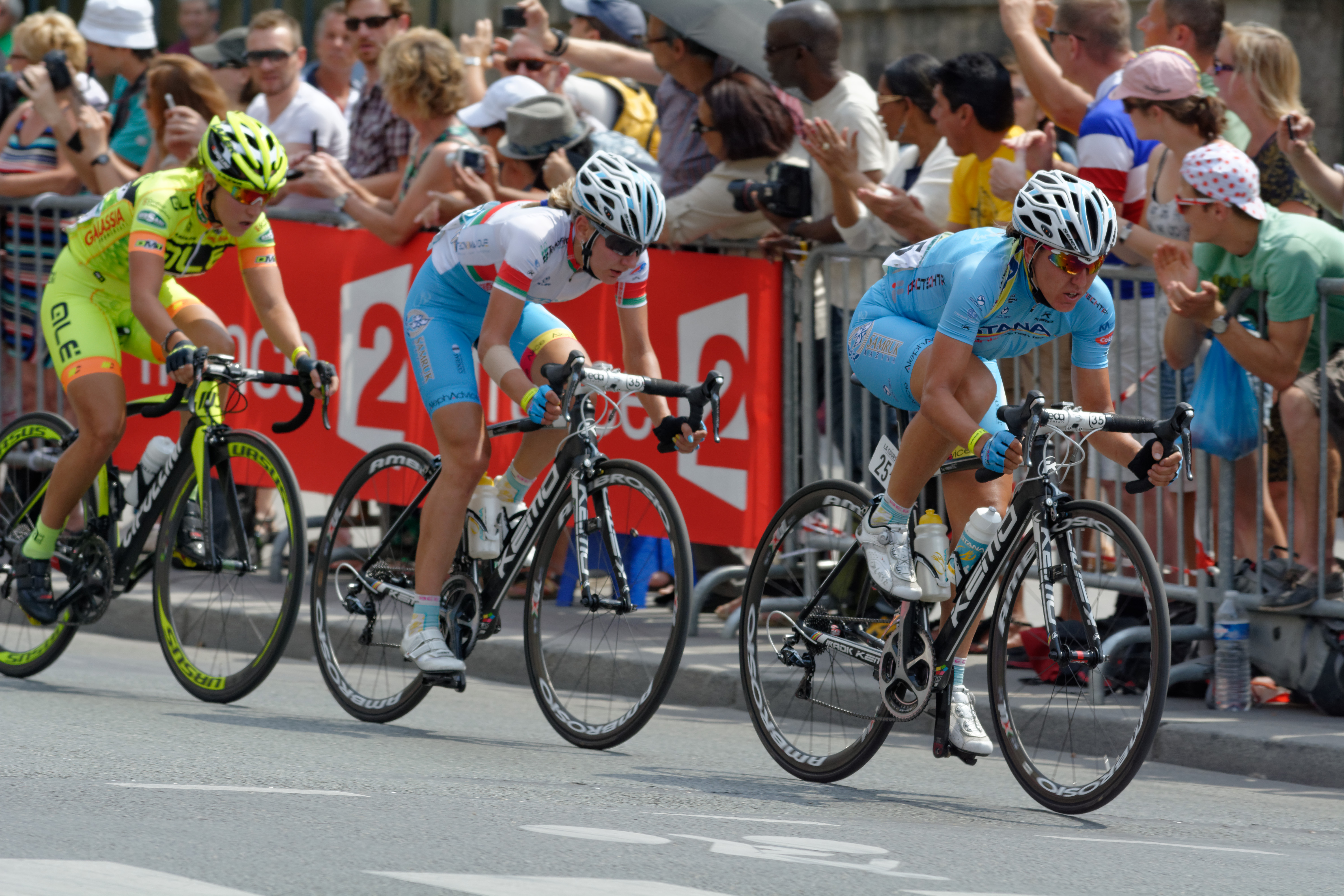
Valsecchi (r) in La Course 2014.

Met haar ploeg Astana-BePink won ze brons tijdens het Wereldkampioenschap ploegentijdrit in het Spaanse Ponferrada. Ze won goud tijdens de Europese kampioenschappen baanwielrennen in 2016 en 2017 in de ploegenachtervolging met Tatiana Guderzo, Elisa Balsamo, Simona Frapporti (alleen 2016) en Letizia Paternoster (alleen 2017).
Valsecchi reed voor ploegen als Selle Italia, Top Girls Fassa Bortolo en vanaf 2012 tien jaar bij BePink.

## Palmares

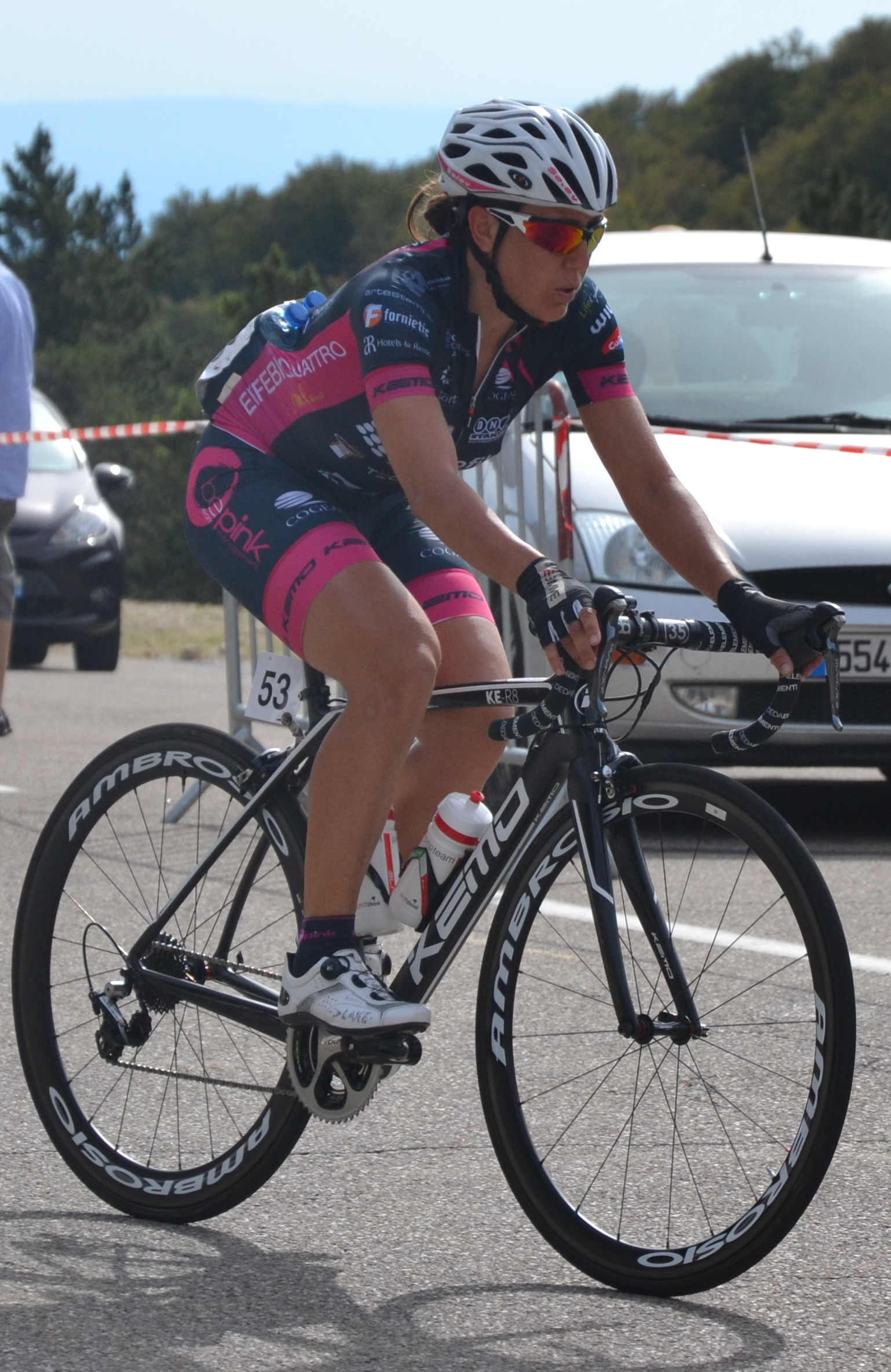
Valsecchi op de Mont Ventoux in de Tour de l'Ardèche 2016.

### Weg
2005
- Italiaans kampioenschap tijdrijden

2006
- Italiaans kampioene tijdrijden

2007
- Italiaans kampioenschap tijdrijden

2008
- Italiaans kampioenschap tijdrijden

2009
- Italiaans kampioenschap tijdrijden

2010
- Italiaans kampioenschap tijdrijden

2011
- Italiaans kampioenschap tijdrijden
- Italiaans kampioenschap op de weg

2012
- 6e etappe Ronde van El Salvador
- Italiaans kampioenschap op de weg

2013
- Italiaans kampioenschap tijdrijden
- Grand Prix El Salvador
- 2e etappe Ronde van El Salvador (ploegentijdrit)

2014
- WK Ploegentijdrit (met Astana-BePink)

2015
- Italiaans kampioene tijdrijden

2016
- 2e etappe Ronde van Bretagne (tijdrit)
- Italiaans kampioenschap tijdrijden

### Baan
| Jaar | IK                                                                                         | EK                   | WK                   | Overig |
| ---- | ------------------------------------------------------------------------------------------ | -------------------- | -------------------- | ------ |
| 2006 | Individuele achtervolging                                                                  |                      |                      |        |
| 2007 |                                                                                            |                      |                      |        |
| 2008 | Individuele achtervolging                                                                  |                      |                      |        |
| 2009 |                                                                                            |                      |                      |        |
| 2010 |                                                                                            |                      |                      |        |
| 2011 | Individuele achtervolging · Ploegenachtervolging · (met Simona Frapporti en Gloria Presti) |                      |                      |        |
| 2012 | Scratch                                                                                    |                      |                      |        |
| 2013 | Teamsprint                                                                                 |                      |                      |        |
| 2014 | Individuele achtervolging                                                                  |                      |                      |        |
| 2015 | Individuele achtervolging · Scratch                                                        |                      |                      |        |
| 2016 |                                                                                            | Ploegenachtervolging |                      |        |
| 2017 |                                                                                            | Ploegenachtervolging |                      |        |
| 2018 |                                                                                            |                      | Ploegenachtervolging |        |
| 2019 |                                                                                            |                      |                      |        |
| 2020 | scratch                                                                                    | achtervolging        |                      |        |